# Keith Mair
Keith Mair, né en 1944, est un entraîneur et dirigeant de basket-ball néo-zélandais. 